# هيتمان (سلسلة)
هذه المقالة هي حول سلسلة ألعاب الفيديو، إذا كنت تبحث عن اللعبة الأولى من السلسلة، انظر هيتمان: كودنايم 47. إذا كنت تبحث عن الفيلم المقتبس سنة 2007، انظر هيتمان (فيلم)، من أجل استعمالات أخرى أنظر هيتمان (توضيح).
هيتمان (بالإنجليزية: Hitman)‏ هي سلسلة ألعاب تخفي طورتها شركة آي أو إنترأكتيف الدنماركية، والآن تقوم بذلك سكوير إنيكس. السلسلة لها أربعة ألعاب فيديو حتى الآن والخامسة تحت التطوير وهي متوفرة على الحاسوب وأيضا عدة أنظمة ألعاب فيديو، مثل النينتندو غيم كيوب وبلاي ستيشن 2 وإكس بوكس والإكس بوكس 360. وتوسعت سلسلة الألعاب هذه لاحقا إلى رواية اسمها هيتمان: إينيمي ويثين وألفها ويليام س. ديتز، وإلى فيلم في 21 نوفمبر 2007، ويستند على قصة الألعاب، ومثل فيه تيموثس أوليفانت دور العميل 47.
السلسلة تدور حول العميل 47 (معروف أيضا ب"47" أو «السيد 47») وهو قاتل مأجور، والذي جعله سجله الذي لا تشوبه شائبة مطلوبا من قبل الأغنياء والنخبة. كما تحتوي موسيقى اللعبة على مقطوعات من الأوركسترا وبعض الموسيقى الإلكترونية، من تلحين جيسبر كيد. تم إصدار هيتمان 5 من قبل فريق سكوير إنيكس وسيتم إصدار النسخة الكاملة ل هيتمان 6 يوم 8 ديسمبر تحت اسم hitman:enter a world of assassination Hit2010.

## الألعاب

### حزمة هيتمان الثلاثية
تم إصدار حزمة للحاسوب وبلاي ستيشن 2 وتحتوي على آخر ثلاثة ألعاب من السلسلة: هيتمان 2: سايلنت أساسين، هيتمان: كونتراكتز، وهيتمان: بلود موني. وتم تسميتها حزمة هيتمان الثلاثية (Hitman The Triple Hit Pack)  في أوروبا وثلاثية هيتمان (Hitman Trilogy) في أمريكا الشمالية. أصدرت هذه الحزمة في أسواق أمريكا الشمالية في 20 يونيو 2007 وفي أسواق أوروبا في 22 يونيو 2007.
الهدف من هذا الإصدار الجديد لآخر ثلاثة ألعاب هيتمان هو أن يتعرف اللاعبون الجدد إلى السلسلة وكذلك إعطاء اللاعبين القدامى حزمة هيتمان واحدة. كما تحتوي الحزمة أيا على كاين آند لينش: ديد من وهو قرص إضافي..
الألعاب الموجود في هذه الحزمة هي:
- هيتمان 2: سايلنت أساسين
- هيتمان: كونتراكتز
- هيتمان: بلود موني

### الألعاب حسب السنة
| عنوان اللعبة            | السنة | الأجهزة                                                             |
| ----------------------- | ----- | ------------------------------------------------------------------- |
| هيتمان: كودنايم 47      | 2000  | ويندوز                                                              |
| هيتمان 2: سايلنت أساسين | 2002  | ويندوز، بلاي ستيشن 2 ، إكس بوكس، جيم كيوب                           |
| هيتمان: كونتراكتز       | 2004  | ويندوز، بلاي ستيشن 2 ، إكس بوكس                                     |
| هيتمان: بلود موني       | 2006  | ويندوز، بلاي ستيشن 2 ، إكس بوكس 360 ، إكس بوكس                      |
| هيتمان: أبسولوشن        | 2012  | ويندوز، بلاي ستيشن 3 ، إكس بوكس 360                                 |
| هيتمان                  | 2016  | ويندوز، بلاي ستيشن 4 ، إكس بوكس ون                                  |
| هيتمان 3: ديث اويتس     | 2021  | ويندوز، بلاي ستيشن 4، بلاي ستيشن 5، إكس بوكس ون، إكس بوكس سيريس أكس |

## أغلفة أجزاء اللعبة

غلاف هيتمان: كودنايم 47.
غلاف هيتمان 2: سايلنت أساسين.
غلاف هيتمان: كونتراكتز.
غلاف هيتمان بلود موني.
غلاف حزمة هيتمان الثلاثية.